# Sikorsky S-97
Die Sikorsky S-97 Raider ist ein Kampf- und Transporthubschrauber des US-amerikanischen Unternehmens Sikorsky Aircraft Corporation. Die S-97 zählt aufgrund ihrer Konstruktion zu den Flugschraubern.

## Entwicklung
Der Hubschrauber basiert auf der Sikorsky X2 und wurde am 20. Oktober 2010 der Öffentlichkeit angekündigt. Die Entwicklung wurde im Rahmen des Armed Aerial Scout (AAS)-Programms der United States Army als Ersatz für die Bell OH-58 begonnen. Nach Abbruch des AAS-Programmes führte Sikorsky die Entwicklung mit eigenen Geldern unterstützt von Partnern fort. Eine erste Attrappe wurde Ende 2010 auf der jährlichen Konferenz der Association of the US Army gezeigt. Zunächst wurden zwei Prototypen hergestellt, von denen der erste am 2. Oktober 2014 der Öffentlichkeit präsentiert wurde. Im Januar 2015 durchlief die erste Maschine (Luftfahrzeugkennzeichen N971SK), gefesselt am Boden, erste grundlegende Tests. Dazu gehörten die Überprüfung des Antriebssystems und der Rotorsteuerung. Die Fertigung des zweiten Prototyps begann im Januar 2015.
Der erste einstündige Flug der S-97 fand am 22. Mai 2015 statt. Damit begann ein Flugtestprogramm von etwa 100 Flugstunden sowie ca. 220 Stunden am Boden um Sikorskys Hauptziele zu erreichen:
- 220 Knoten (ca. 407 km/h) Reisegeschwindigkeit mit Waffen
- Schweben auf 6.000 Fuß bei 95 °F (entspricht ca. 1829 m bei ca. 35 °C), Hot'n'High
- 3g Manövrierfähigkeit im Flug

Der zweite Prototyp (P2) wurde im Oktober 2015 der Öffentlichkeit vorgestellt.
Am 3. August 2017 kam es auf der Sikorsky Flugtestanlage in West Palm Beach, Florida zu einer harten Landung des ersten S-97-Prototypen (P1). Beide Piloten wurden hierbei leicht verletzt. Der NTSB-Bericht über den Vorfall besagte, dass der Hubschrauber in einem niedrigen Schwebeflug angehoben wurde und sofort übermäßige Rollschwingungen vollführte, die zu einer Berührung des gegenläufigen koaxialen Rotorsystems und einer harten Landung führten. Es gab neben dem kollabierten Fahrwerk strukturelle Schäden an der S-97, einschließlich der Abscherung aller Rotorblattenden. Ein Video des Unfalls zeigte die Flugzeugrollschwingungen von mehr als 60 Grad Neigungswinkel im Verlauf von 5 Sekunden, während der obere und untere Rotor in der 1-Uhr-Position kollidierten.
Der zweite Prototyp flog erstmals am 19. Juni 2018.
Am 25. Juni 2019 kehrte die S-97 zu Flugtests zurück und erreichte eine Geschwindigkeit von 190 Knoten.

Für das FARA-Programm der US-Army (Future Attack Reconnaissance Aircraft) hat Sikorsky 2019 aus der S-97 die Sikorsky Raider X abgeleitet, im Wesentlichen eine leicht vergrößerte Version mit General Electric T901 Triebwerk. Allerdings wurde das FARA-Programm im März 2024 abgebrochen, noch bevor der fertiggestellte Demonstrator ab April in Flugtests hätte gehen sollen.

## Konstruktion
Die S-97 ist größer und schwerer als der Technologie-Erprobungsträger X2. Sie verfügt ebenfalls über einen gegenläufigen Koaxialrotor mit steifen Rotorblättern und einen zusätzlichen Schubpropeller am Heck. Rotor und Propeller werden von einer General Electric T700-Wellenleistungsturbine angetrieben. Wegen dieser technischen Auslegung eines angetriebenen Rotors und eines Propellers für den Vortrieb handelt es sich bei der S-97 um einen Flugschrauber. Die vorgesehene Reisegeschwindigkeit liegt mit 370 bis 407 km/h deutlich unter der von der X2 erreichten Höchstgeschwindigkeit von 463 km/h.
Die Kabine soll dabei eine modulare Konfiguration erhalten, die sich auch unter Gefechtsbedingungen austauschen lässt. Die Aufklärungsvariante würde dabei auf Kosten der Transportkapazität einen zusätzlichen Treibstofftank erhalten. In der Angriffskonfiguration böte die Kabine Platz zum Mitführen von sechs vollausgerüsteten Soldaten wie in der Mil Mi-24. Ziele sind eine höhere Manövrierfähigkeit, höhere Widerstandsfähigkeit unter Einsatzbedingungen und die Möglichkeit des Einsatzes in großen Höhen. Außerdem hat der Raider einen wesentlich kleineren Kurvenradius und eine deutlich geringere Lärmsignatur als herkömmliche Hubschrauber. Als möglichen Hauptkunden sieht Sikorsky die U.S. Army.

## Technische Daten
| Kenngröße                 | Daten                                                                 |
| ------------------------- | --------------------------------------------------------------------- |
| Besatzung                 | 2                                                                     |
| Passagiere                | bis zu 6 Soldaten                                                     |
| Hauptrotor                | 2 gegenläufige, verstellbare 4-Blatt-Rotoren                          |
| Hauptrotordurchmesser     | 34 ft (10,36 m)                                                       |
| Schubpropeller            | 6 Blatt, verstellbar                                                  |
| Schubpropellerdurchmesser | 7 ft (2,13 m)                                                         |
| Rumpflänge                | 36 ft (11,28 m)                                                       |
| Breite über Leitwerk      | 16 ft (4,88 m)                                                        |
| Rumpfhöhe                 | 6,5 ft (1,67 m)                                                       |
| Startmasse                | etwa 5220 kg                                                          |
| Reisegeschwindigkeit      | 370–407 km/h                                                          |
| Reichweite                | > 600 km                                                              |
| Flugdauer                 | 2:40 h                                                                |
| max. Schwebeflughöhe      | 6.000 ft bei 35 °C (1.800 m)                                          |
| Hot'n'High-Flug           | 10.000 ft bei 95 °F                                                   |
| Triebwerk                 | eine Wellenleistungsturbine General Electric T700, 2600 shp (1940 kW) |

## Vergleichbare Hubschraubertypen
- Bell 360 Invictus
- Bell ARH-70 Arapaho
- Eurocopter AS645
- Eurocopter X3[15]